# Ettore Cozzani
Ettore Cozzani (La Spezia, 3 gennaio 1884 – Milano, 22 giugno 1971) è stato uno scrittore, poeta e editore italiano.
Oltre all’intensa attività di editore, Cozzani ha dedicato tutta la sua vita all’insegnamento e alla scrittura narrativa e poetica: delle raccolte più importanti il Poema del mare è forse quella che più di ogni altra ha protagonista il mare e le Cinque Terre.

## Biografia
Figlio di Leonardo Cozzani e Valderima Ricco, si diploma al liceo classico "Costa" della città natale e nel 1907 si laurea in Lettere all'Università di Pisa, allievo di Giovanni Pascoli e di Vittorio Cian.
Attraverso lo studio della letteratura si ripropone di diffondere un messaggio etico ed estetico che trasmetta la coscienza del valore della tradizione educando alla passione patriottica.

Si dedica all'insegnamento nella sua città natale prendendovi parte alla vita culturale.
In polemica con i movimenti culturali spezzini del tempo, ne critica il provincialismo scrivendone sulla Voce di Prezzolini .
Nel 1911 a La Spezia fonda e dirige  L'Eroica, rassegna che figura tra le più innovative riviste di letteratura ed arte indipendente della prima metà del Novecento, impreziosita dalle tavole eseguite con tecnica xilografica dai migliori artisti grafici del tempo.
In breve la rivista accoglie il contributo di molti innovativi intellettuali ed artisti dei primi decenni del secolo.
Tra le tante voci artistiche, Cozzani accoglie nella sua rivista anche l'avanguardia futurista di Marinetti, anche se intellettualmente rimane più vicino ad una concezione di arte e di vita dannunziana.
Nel 1917 trasferisce la sede de L'Eroica a Milano, vi organizza una scuola di poesia e costituisce, nel nome della rivista da lui diretta, una casa editrice.
Nel 1930 ottiene una cattedra al Politecnico di Milano e nel 1933 presso l’Università per stranieri di Perugia. 
A Milano la rivista e la casa editrice devono chiudere la loro esistenza a causa dei bombardamenti nel 1944.
Nel dopoguerra continua la sua attività di conferenziere. Muore nel 1971 in casa di amici.

## Opere
- Per un eroe, 1909
- Poemetti notturni, 1920
- Le sette lampade accese, 1921
- Le strade nascoste, 1921
- Il regno perduto, 1927
- Arturo Toscanini, 1927
- Il poema del mare, 1928
- Enrico Dell'Acqua, 1929
- Leggende della Lunigiana, 1931
- Isabella e altre creature, 1933
- Inno alla Spezia, 1934 musica di Domenico Cortopassi, versi di Ettore Cozzani
- Un uomo, 1934
- Pascoli, 1937
- Ceriù, 1938
- Destini, 1944
- Quattro ragazzi e un cane, 1946 edizione Cenobio
- Saint Loup, 1950
- Luci nella notte, 1953

- Genova, 1955
- Motivi per un poema d'amore, 1958
- Aggredisci il futuro, 1960 soc.ed.internazionale
- Alcuni dei miei ricordi, pubblicazione postuma (1978)